# Mikroregion Alto Guaporé

Mikroregion Alto Guaporé

Mikroregion Alto Guaporé – mikroregion w brazylijskim stanie Mato Grosso należący do mezoregionu Sudoeste Mato-Grossense.

## Gminy
- Pontes e Lacerda 39.071 hab.
- Vila Bela da Santíssima Trindade 14.362 hab.
- Nova Lacerda 5.144 hab.
- Conquista d'Oeste 3.226 hab.
- Vale de São Domingos 2.955 hab.